# North Somerset
North Somerset er en selvstyrende kommune i det ceremonielle grevskab Somerset i England. Kommunen administreres fra Weston-super-Mare.

## Woodspring Kommune
Kommunen blev oprettet i 1974. Dengang hed kommunen Woodspring, og den hørte under grevskabet Avon. Da dette grevskab blev nedlagt i 1996, blev kommunen overflyttet til grevskabet Somerset, og den fik sit nuværende navn.

## Bristol Airport
Lufthaven Bristol Airport ligger i kommunen.

## Weston-super-Mare Grand Pier
Kommunen er kendt for ferieområdet Weston-super-Mare Grand Pier.
51°23′N 2°48′V / 51.38°N 2.8°V